# العلاقات البوتانية الكوستاريكية
العلاقات البوتانية الكوستاريكية هي العلاقات الثنائية التي تجمع بين بوتان وكوستاريكا.

## مقارنة بين البلدين
هذه مقارنة عامة ومرجعية للدولتين:
| وجه المقارنة                                              | بوتان          | كوستاريكا                                 |
| --------------------------------------------------------- | -------------- | ----------------------------------------- |
| المساحة (كم2)                                             | 38.39 ألف      | 51.10 ألف                                 |
| عدد السكان (نسمة)                                         | 807.61 ألف     | 4.91 مليون                                |
| الكثافة السكانية (ن./كم²)                                 | 21.04          | 96.09                                     |
| العاصمة                                                   | تيمفو          | سان خوسيه                                 |
| اللغة الرسمية                                             | لغة دزونكا     | اللغة الإسبانية                           |
| العملة                                                    | نغولترم بوتاني | كولون كوستاريكي                           |
| الناتج المحلي الإجمالي (بليون دولار)                      | 2.51 مليار     | 57.06 مليار                               |
| الناتج المحلي الإجمالي (تعادل القوة الشرائية) بليون دولار | 6.49 مليار     | 74.98 مليار                               |
| الناتج المحلي الإجمالي الاسمي للفرد دولار أمريكي          | 2.66 ألف       | 11.26 ألف                                 |
| الناتج المحلي الإجمالي للفرد دولار أمريكي                 | 7.82 ألف       | 14.92 ألف                                 |
| مؤشر التنمية البشرية                                      | 0.605          | 0.766                                     |
| رمز المكالمات الدولي                                      | +975           | +506                                      |
| رمز الإنترنت                                              | .bt            | .cr، قائمة نطاقات المستوى الأعلى للإنترنت |
| المنطقة الزمنية                                           | ت ع م+06:00    | 00                                        |

## منظمات دولية مشتركة
يشترك البلدان في عضوية مجموعة من المنظمات الدولية، منها:
| علم المنظمة | اسم المنظمة                        | تاريخ انضمام بوتان | تاريخ انضمام كوستاريكا |
| ----------- | ---------------------------------- | ------------------ | ---------------------- |
|             | الاتحاد البريدي العالمي            | ?                  | ?                      |
|             | يونسكو                             | 13 أبريل 1982      | 19 مايو 1950           |
|             | البنك الدولي للإنشاء والتعمير      | 28 سبتمبر 1981     | 8 يناير 1946           |
|             | وكالة ضمان الاستثمار متعدد الأطراف | 21 أكتوبر 2014     | 8 فبراير 1994          |
|             | الاتحاد الدولي للاتصالات           | 15 سبتمبر 1988     | 13 سبتمبر 1932         |
|             | مؤسسة التمويل الدولية              | 1 ديسمبر 2003      | 20 يوليو 1956          |
|             | منظمة الشرطة الجنائية الدولية      | ?                  | ?                      |
|             | الأمم المتحدة                      | 21 سبتمبر 1971     | 2 نوفمبر 1945          |
|             | مؤسسة التنمية الدولية              | 28 سبتمبر 1981     | 30 يونيو 1961          |
|             | منظمة حظر الأسلحة الكيميائية       | ?                  | ?                      |

## وصلات خارجية
- موقع وزارة الخارجية البوتانية
- موقع وزارة الخارجية الكوستاريكية